# Everybody in the Place
«Everybody in the Place» — 2-й сингл британской группы The Prodigy, выпущенный в эпоху новой волны рэйва. Трек имеет более простое строение, но более быструю скорость чем трек «Charly». Был снят с печати и изъят из магазинов спустя полторы недели после начала продаж (поскольку по правилам британских чартов в сингле должно быть не более четырёх треков). Издание от XL Recordings является большой редкостью. В сингле присутствует три би-сайда, выполненные в различных звучаниях, но относящихся к одному стилю. Семпл крика для композиции «Crazy Man» был позаимствован из фильма «Полтергейст 3».

## Видео
Музыкальное видео на «Everybody in the Place» было снято осенью 1991 года в Нью-Йорке. В клипе можно увидеть танцующих участников группы и отрывки из нескольких концертов, украшенных возможностями компьютерной обработки видео того времени.

## Список композиций

### 7" vinyl record
A. «Everybody in the Place» (Fairground Edit) (3:49)
B. «G-Force» (Energy Flow) (4:41)

### 12" vinyl record
A1. «Everybody in the Place» (Fairground Remix) (5:08)
A2. «Crazy Man» (Original Version) (4:01)
B1. «G-Force» (Energy Flow) (Original Version) (5:18)
B2. «Rip up the Sound System» (Original Version) (4:04)

### CD single

#### XLS-26CD (deleted)
1. «Everybody in the Place» (Fairground Edit) (3:51)
2. «G-Force» (Energy Flow) (5:18)
3. «Crazy Man» (4:01)
4. «Rip up the Sound System» (4:04)
5. «Everybody in the Place» (Fairground Remix) (5:08)

#### XLS-26CD2
1. «Everybody in the Place» (Fairground Edit) (3:51)
2. «G-Force» (Energy Flow) (5:18)
3. «Crazy Man» (4:01)
4. «Everybody in the Place» (Fairground remix) (5:08)